# جو تروي سميث
جو تروي سميث (بالإنجليزية: Joe Troy Smith)‏ مواليد 17 ديسمبر 1977 في نيو أورلينز، هو لاعب كرة سلة أمريكي. بدأ مسيرته الاحترافية في سنة 2001. يلعب في الدوري البرازيلي لكرة السلة كلاعب هجوم خلفي. يحمل الرقم 10. يبلغ طوله 6 قدم 4 بوصة (1.9 م).

## المسيرة الاحترافية
لعب مع نادي فينتسبيلس لكرة السلة في سنة 2001، ثم لعب مع نادي مونتكاتيني الرياضي في موسم 2004–2005، ثم لعب مع بييلا لكرة السلة في موسم 2005–2006، ثم لعب مع سباستياني باسكت رييتي في الدوري الإيطالي في موسم 2006–2007، ثم لعب مع بييلا لكرة السلة من سنة 2008 إلى 2010، ثم لعب مع بالاكانسترو ريجيانا في الدوري الإيطالي في موسم 2010–2011.

## روابط خارجية
- جو تروي سميث على موقع كرة السلة الأوروبية.كوم (الإنجليزية)
- جو تروي سميث على موقع ريلجم (الإنجليزية)
- جو تروي سميث على موقع بروبوليرز (الإنجليزية)
- جو تروي سميث على موقع سبورتس رفرنس (الإنجليزية)